# Antíoc l'astrònom
Antíoc l'astrònom  (en grec antic Ἀντίοχος, Antiochus) fou un astrònom i astròleg grec de data incerta, però es creu que va viure entre els anys 150 i 200 dC, ja que cita en els seus escrits a Claudi Ptolemeu i a Doroteu de Sidó. Porfiri, i més tard Hefestió, diuen que era atenenc. Va escriure una obra anomenada Ἀποτελεσματικά. També se li atribueix una antologia titulada Tresors, composta en hexàmetres, i un tractat astrològic: Sobre els augments i la configuració de les estrelles en els dotze mesos de l'any. Al segle iv Juli Fírmic Matern el considerava un astròleg important.